# レキオ2-30
『レキオ2-30』は、2009年5月に山佐から発売されたパチスロ（5号機）。いわゆる沖スロに該当する。

## 概要
約10年前に発売された『レキオ-30』の正統機種。30パイ専用機種である。
- ボーナスはBIGとREGの2種類で、ボーナスだけでメダルを増やしていくオーソドックスなゲーム性である。
- 前作同様、ボーナス成立時にはレバーオンで「ボフッ」という効果音とともにパネルが消灯し、ボーナス成立を知らせる。
- それ以外にも12連LEDが光る、第1ストップボタン停止時に告知、鳳凰ランプが光るなどのバリエーションがある。
- リプレイとボーナスとの重複成立の確率が高い。よってリプレイの次のゲームが熱いゲーム性である。
- リプレイの揃い方でチャンスの度合いが異なる。平行ラインに揃うよりも斜めラインに揃う方がチャンス。また、左リールが「リプレイ・リプレイ・7」からのリプレイ揃いもチャンスである。
- ボーナス中は「SAMBA DE AMIGO」や「島唄」の沖縄サウンドが流れる。30ゲーム以内のBIGボーナス連荘時には「ハイサイおじさん」がプレミアムサウンドとして流れる。

## 前作『レキオ-30』
前作『レキオ-30』は1999年10月に発売された4号機である。
- ボーナスはBIGとREGの2種類。ストックなどはなく、純粋にボーナスだけで出玉を増やすゲーム性。BIGの比率が高い。
- 告知は全て先告知で、レバーオンと同時に効果音と共にパネルとリールが消灯、告知ランプが点灯しボーナス成立を知らせる。
- ボーナス中は「島唄」が流れる。